# Bảo vật quốc gia
Bảo vật quốc gia hay quốc bảo (chữ Hán: 國寶) là những tài sản quý nhất, có giá trị rất lớn đối với một quốc gia, một dân tộc gắn liền với quốc gia đó. Bảo vật quốc gia thường là những hiện vật có giá trị về văn hóa, lịch sử tiêu biểu đại diện cho một đất nước nhưng trong nhiều trường hợp cũng được hiểu với nghĩa mở rộng là những "báu vật sống" (tức là người có công trình nổi bật về tư tưởng, kĩ năng đặc biệt về văn hóa, nghệ thuật), những di sản văn hóa phi vật thể, hay một mẫu vật tự nhiên, một thắng cảnh thiên nhiên cũng có thể được coi là quốc bảo.

## Di sản văn hóa vật thể

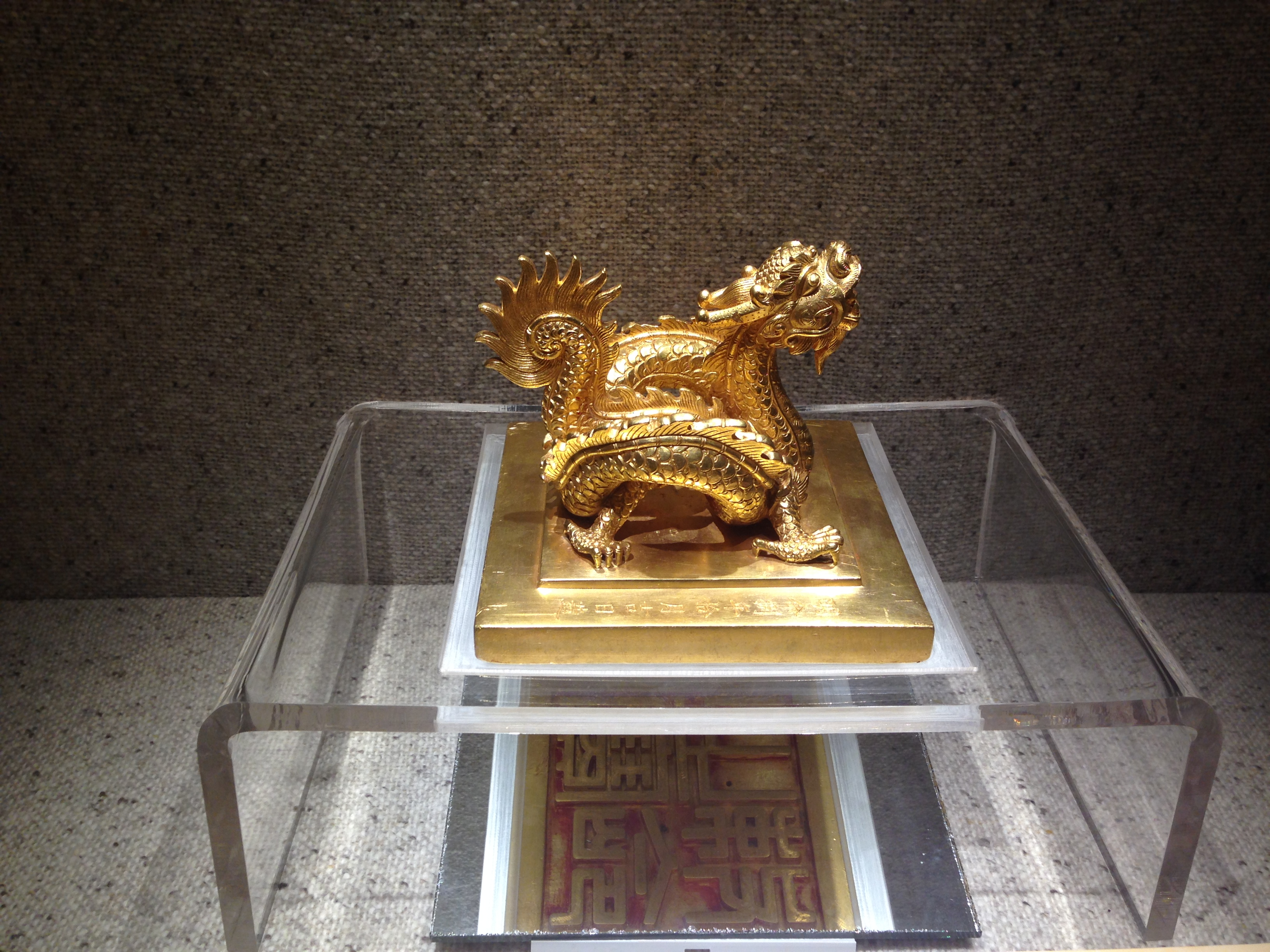
Ấn vàng Sắc mệnh chi bảo của các vua nhà Nguyễn - Bảo vật quốc gia Việt Nam

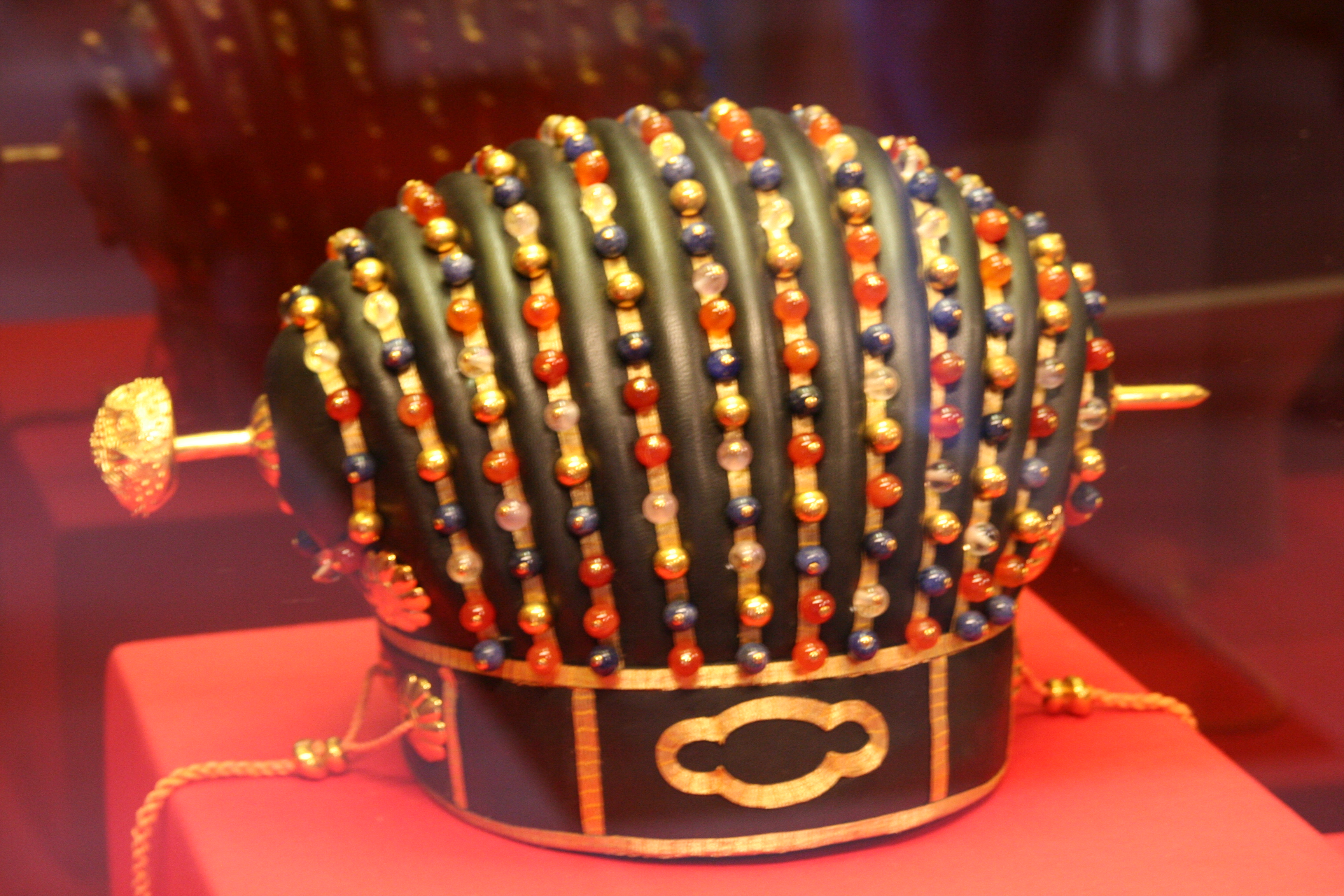
Mũ miện của các vua Nhà Shō II, Vương quốc Lưu Cầu - Quốc bảo Nhật Bản

Bảo vật quốc gia được hiểu theo nghĩa thông dụng nhất là "vật quý của đất nước". Vì vậy quốc bảo thường là những di vật, cổ vật, bằng chứng khảo cổ học có tính độc đáo về hình thức và ý nghĩa lịch sử quan trọng. Có nhiều nước xếp hạng các quốc bảo này với các quy định của pháp luật về việc bảo vệ và trưng bày chúng, nhưng ở nhiều nước sự công nhận giá trị của quốc bảo chỉ là không chính thức qua truyền miệng hay các phương tiện truyền thông đại chúng. Ví dụ:
- Bảo vật quốc gia (Việt Nam)
- Quốc bảo Triều Tiên (tiếng Triều Tiên:국보, Hanja: 國寶 - Quốc bảo)
- Quốc bảo Hàn Quốc (tiếng Hàn Quốc:국보, Hanja: 國寶 - Quốc bảo)
- Quốc bảo Nhật Bản (tiếng Nhật:国宝 - Quốc bảo)
- Quốc bảo Đài Loan (中華民國國寶 - Trung Hoa Dân Quốc quốc bảo)
- Văn vật của Trung Quốc không được triển lãm tại nước ngoài (禁止出境展览文物 - Cấm chỉ xuất cảnh triển lãm văn vật)
- Đại Hiến chương (Magna Carta) của Vương quốc Liên hiệp Anh và Bắc Ireland
- Hiến pháp Hoa Kỳ của Hoa Kỳ

Những di sản văn hóa vật thể này bao gồm cả những công trình xây dựng như:
- Stonehenge của nước Anh
- Nam Đại Môn - Quốc bảo số 1 của Hàn Quốc (đã bị phá hủy gần như toàn bộ năm 2008)
- Bảo vật quốc gia Hoa Kỳ (tiếng Anh: U.S. National Treasures) đa phần là các công trình xây dựng[5]

## Di sản văn hóa phi vật thể
Di sản văn hóa phi vật thể được nhiều quốc gia và tổ chức quốc tế coi là những quốc bảo giá trị cần phải bảo tồn vì đặc tính phi vật chất và gắn liền với một cộng đồng dân cư của nó như các hình thức diễn xướng (dân ca, kịch nghệ, âm nhạc truyền thống), kĩ thuật chế tác đồ thủ công mỹ nghệ, lễ hội và nghi thức tôn giáo (chứ không phải bản thân tôn giáo, ví dụ "Thực hành tín ngưỡng thờ Mẫu Việt Nam" chứ không phải Tín ngưỡng thờ Mẫu Việt Nam). Nhật Bản đã có "Luật Bảo vệ tài sản văn hóa" từ năm 1950. Viện nghiên cứu tài sản văn hóa quốc gia Tokyo đã tiến hành nghiên cứu việc bảo tồn, lưu trữ bằng văn bản và truyền thụ các di sản văn hóa phi vật thể, còn Hội đồng nghệ thuật Nhật Bản tiến hành quảng bá, nghiên cứu và ghi lại bằng văn bản các hình thức biểu diễn nghệ thuật truyền thống.

## Báu vật sống
Những người đang sống mà nắm giữ những kĩ năng cao cấp được lưu truyền qua nhiều thế hệ, đặc trưng cho văn hóa và xã hội của một cộng đồng nhưng có nguy cơ bị mai một cũng được coi là những "báu vật sống". Những "báu vật sống" này, thường là các nghệ nhân dân gian, được tôn vinh, công nhận để họ tiếp tục truyền thụ lại kiến thức, kĩ năng đặc biệt của mình cho các thế hệ kế tiếp. Nhiều nước cũng tôn vinh những người có tài năng và ảnh hưởng đặc biệt ở các lĩnh vực chính trị - xã hội, văn hóa - nghệ thuật là những "báu vật sống"
Một số nước như Nhật Bản và Hàn Quốc cũng có quy định rõ ràng của pháp luật về việc tôn vinh cũng như hỗ trợ những "quốc bảo sống" này. Ví dụ:
- Quốc bảo sống của Nhật Bản (tiếng Nhật: 人間国宝 - nhân gian quốc bảo)
- Quốc bảo sống của Hàn Quốc (tiếng Hàn: 인간문화재; 人間文化財 - nhân gian văn hóa tài)
- Báu vật sống của Úc (tiếng Anh: Australian National Living Treasure)[8]
- Giải thưởng Báu vật sống của Philippines (tiếng Philippines: Gawad sa Manlilikha ng Bayan)[9]
- Tổng thống Brazil đã tuyên bố Pelé là "bảo vật quốc gia" nhằm ngăn cản việc các câu lạc bộ châu Âu có thể đưa cầu thủ này ra khỏi Brazil[10]
- Françoise Hardy được coi như một báu vật quốc gia của nước Pháp với gần 60 năm hoạt động trong lĩnh vực âm nhạc, trở thành biểu tượng quốc tế cho âm nhạc Pháp[11]

## Mẫu vật tự nhiên và thắng cảnh thiên nhiên
- Đá Mặt Trăng thu được từ chương trình Apollo của NASA (Mỹ)
- Hệ thống Công viên quốc gia của Hoa Kỳ được coi là những bảo vật quốc gia của Hoa Kỳ[12]